# KHL札格瑞布梅德韋斯卡
KHL札格瑞布梅德韋斯卡是一支克羅埃西亞冰球隊。它是克羅埃西亞最成功和受歡迎的冰球隊。曾經參賽於大陸冰球聯盟Bobrov Division。於2017年離開大陸冰球聯盟轉戰奧地利冰球聯賽。

## 外部連結
- 官方網站 （克羅埃西亞文） （英文）
- Official Video Portal （克羅埃西亞文）
- Eliteprospects profile （页面存档备份，存于） （英文）
- Sektor B – the most loyal fans of KHL Medveščak Zagreb（页面存档备份，存于） （克羅埃西亞文）

- Official Website （克羅埃西亞文） （英文）
- Official Video Portal （克羅埃西亞文）
- Eliteprospects profile （页面存档备份，存于） （英文）
- Sektor B – the most loyal fans of KHL Medveščak Zagreb（页面存档备份，存于） （克羅埃西亞文）